# Phoebe (måne)
 For alternative betydninger, se Phoebe. (Se også artikler, som begynder med Phoebe)
Phoebe er planeten Saturns niendestørste måne: Den blev opdaget af William Henry Pickering den 17. marts 1899 på nogle fotografiske plader som DeLisle Stewart havde optaget i Chile den 16. august året før. Phoebe er den første måne der på den måde blev fotograferet før den blev opdaget: Alle de måner man kendte indtil da, var blevet opdaget ved at et menneskeligt øje så på dem direkte gennem en kikkert.

## Navngivning
Phoebe, der desuden omtales som Saturn IX, har sit navn efter Foibe fra den græske mytologi. Den Internationale Astronomiske Union har besluttet at navngive landskabstræk på Phoebes overflade efter skikkelser i den græske myte om Jason og Argonauterne, og tildelte i starten af 2005 navne til 24 af Phoebes kratre.

## Fysiske træk
Phoebe er tilnærmelsesvis rund som en kugle med en diameter på 220 kilometer. Mens de fleste af Saturns indre måner er lyse, har Phoebe en meget mørk overflade der kun tilbagekaster 6 % af det lys der falder på den. Det fik astronomerne til at gætte på at Phoebe er en indfanget småplanet af den kulstof-holdige type som udgør 75 % af alle kendte småplaneter, men på billeder fra rumsonden Cassini kan man se både mørke og lyse kratre, hvilket tyder på at den mørke overflade blot skyldes et 300–500 meter tykt lag støv eller lignende, og at månen neden under dette lag hovedsagelig består af is ligesom de fleste andre Saturn-måner, om end Phoebes indhold af klippematerialer anslås til 50 %, modsat de 35 % der er typisk for de fleste andre af Saturns måner.

## Ekstern henvisning
- De ni planeter: Phoebe Arkiveret 11. oktober 2004 hos  Wayback Machine